# Oenothera texensis
Oenothera texensis är en dunörtsväxtart som beskrevs av John Earle Raven och Parnell. Oenothera texensis ingår i släktet nattljussläktet, och familjen dunörtsväxter. Inga underarter finns listade i Catalogue of Life.